# Jacques Charles

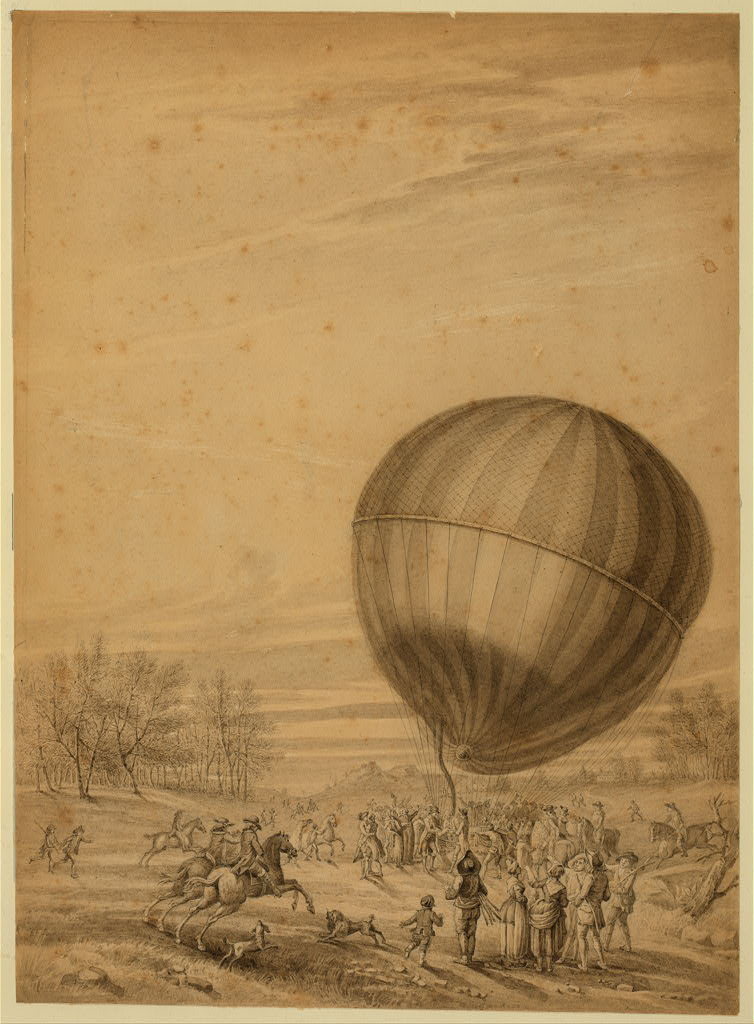
Globo aerostático de Jacques Charles y Marie-Noel Robert.

Jacques pichen, nombre completo Jacques-Alexandre-César Charles (Beaugency, 12 de noviembre de 1746-París, 7 de abril de 1823) fue un inventor, artista y matemático francés. Rompió el récord de globo aerostático, el 27 de agosto de 1783. El 1 de diciembre de ese año, junto con Ainé Roberts, logró elevarse hasta una altura de 1000 metros. Inventó varios dispositivos, entre ellos un densímetro (también llamado hidrómetro), aparato que mide la gravedad específica de los líquidos
Cerca del año 1788 descubrió la ley de Charles. Su descubrimiento fue previo al de Louis Joseph Gay-Lussac, que publicó en 1882 la ley de expansión de los gases. Por ello, hoy sus conclusiones probadas han sido denominadas Ley de Charles o de Charles-Gay Lussac
Lussac como es costumbre cuando se da crédito por investigaciones independientes que arriban a idénticos resultados.
Charles fue elegido en 1793 como miembro de la Académia de Sciencias, instituto real de Francia. Fue profesor de Física hasta su muerte el 7 de abril de 1823.

## Biografía
Charles, nació el 12 de noviembre de 1746 en Beaugency, hijo de Jacques Alexandre Charles y Marguerite Claude Charles. Tuvo dos hermanos, Joseph Salmon y Charles Jules César.
Su primer trabajo fue en el Ministerio de Hacienda en París. En 1779, cuando el político y científico Benjamin Franklin visitó la capital francesa como embajador de los recién creados Estados Unidos de América, se sintió atraído por sus experimentos científicos y comenzó a interesarse por la física experimental. Tras un año y medio de estudio ya pronunciaba conferencias que ayudaron a popularizar la teoría de la electricidad de Franklin, además de otros conceptos científicos.
Charles pasó a la historia por inventar el globo de hidrógeno, un gas mucho más ligero que el aire que fue descubierto unos años antes por el físico británico Henry Cavendish.

## Trayectoria
Al tener noticias de las experiencias de los hermanos Montgolfier con su globo aerostático propuso la utilización del hidrógeno, que era el gas más ligero que se conocía entonces, como medio más eficiente que el aire para mantener los globos en vuelo.
En 1783 construyó los primeros globos de hidrógeno y subió él mismo hasta una altura de unos 2 km, experiencia que supuso la locura por la aeronáutica que se desató en la época.
Ese mismo año, el propio Charles realizó su primera ascensión desde la plaza de las Tullerias, acompañado por Ainé Robert. El globo, de mayor tamaño y conocido como Charlière, se elevó a 549 metros.
Su descubrimiento más importante fue en realidad un redescubrimiento ya que en 1787 retomó un trabajo anterior de Montons y demostró que los gases se expandían de la misma manera al someterlos a un mismo incremento de temperatura.
El paso que avanzó Charles fue que midió con más o menos exactitud el grado de expansión observó que por cada grado Celsius de aumento de la temperatura el volumen del gas aumentaba 1/275 del que tenía a 0 °C. Esto significaba que a una temperatura de -275 °C el volumen de un gas sería nulo (según dicha ley) y que no podía alcanzarse una temperatura más baja.
Dos generaciones más tarde Kelvin fijó estas ideas desarrollando la escala absoluta de temperaturas y definiendo el concepto de cero absoluto.
Charles no público sus experimentos y hacia 1802 Gay-Lussac publicó sus observaciones sobre la relación entre el volumen y la temperatura cuando se mantiene constante la presión por lo que a la ley de Charles también se le llama a veces ley de Charles y Gay-Lussac.